# وی‌لیگ
لیگ فوتبال ویتنام (انگلیسی: V.League 1) بالاترین سطح مسابقات فوتبال در کشور ویتنام است.

## گلزنان
در حال حاضر هوانگ وو سامسون با ۲۰۲ گل زده، آقای‌گل تمام ادوار این لیگ محسوب میشود.